# Liam Cunningham
Liam Cunningham (Dublin, 2 de junho de 1961) é um ator irlandês. Ele já apareceu em várias produções televisivas e filmes como A Little Princess, First Knight, Jude, The Guard e Outcasts. Seu trabalho mais conhecido é o do personagem Sor Davos Seaworth na série de televisão Game of Thrones da HBO.

## Infância e adolescência
Cunningham nasceu em East Wall, uma das áreas residências da cidade de Dublin, Irlanda. Ele têm três irmãs e um irmão, sendo criado em uma casa católica. Cunningham saiu da escola aos 15 anos de idade e começou a trabalhar como eletricista. Na década de 1980, ele se mudou para o Zimbabwe, morando lá durante três anos e continuando a trabalhar como eletricista em uma parque de safaris. Depois de voltar para a Irlanda, Cunningham ficou insatisfeito com seu trabalhou e decidiu seguir seu interesse na atuação. Ele começou a ter aulas e entrou para um grupo de teatro.

## Carreira
Seu primeiro papel no cinema foi no filme Into the West, de 1992, interpretando um policial. Sua aparições continuaram com papéis pequenos em War of the Buttons, A Little Princess e First Knight. Seu primeiro papel de maior destaque veio no filme Jude, de 1996, interpretando Phillotson. Cunningham continuou com papéis pequenos nas produções televisivas Police 2020, Falling for a Dancer e Shooting the Past, e nos filmes When the Sky Falls e Revelation. Ele se destacou no cenário internacional com o papel de Capitão Ryan no filme de terror independente Dog Soldiers. Desde então, ele apareceu em várias grandes produções norte-americanas e britânicas como Doctor Who, The Wind That Shakes the Barley, The Mummy: Tomb of the Dragon Emperor, Hunger, Clash of the Titans, Centurion e Outcasts. Desde 2012, ele interpreta o personagem Sor Davos Seaworth na série de fantasia medieval Game of Thrones.

## Vida pessoal
Cunningham atualmente vive em Dublin com sua esposa Colette, com quem é casado desde 1986. Eles têm três filhos: Ellen, Liam Jr. e Sean.